# Orestiada (gmina)
Orestiada (gr. Δήμος Ορεστιάδας, Dimos Orestiadas) – gmina w Grecji, w administracji zdecentralizowanej Macedonia-Tracja, w regionie Macedonia Wschodnia i Tracja, w jednostce regionalnej Ewros. W 2011 roku liczyła 37 695 mieszkańców. Powstała 1 stycznia 2011 roku w wyniku połączenia dotychczasowych gmin: Orestiada, Wisa, Kiprinos i Trigono. Siedzibą gminy jest Orestiada.